# Chotuc
Chotuc (255 m n. m.) je vrch a přírodní památka jeden kilometr severozápadně od městyse Křinec na Nymbursku ve Středočeském kraji.

## Popis
Je to výrazný svědecký vrch tvaru krátkého osamoceného hřbítku směru východ–západ, tvořeného svrchnoturonskými až coniackými slínovci s polohami křemitých jílovců (ve vrcholové části). Na příkrých svazích jsou místy sesuvy. Na většině území jsou háje s habry, lípami, topoly, rozptýlené dubové porosty s příměsí jilmu, na jižním svahu byly dříve vinice, dnes třešně. Na jižním svahu je opuštěný kamenolom. Je to výhledové místo.

## Geomorfologické zařazení
Geomorfologicky vrch náleží do subprovincie Česká tabule, oblasti Středočeská tabule, celku Středolabská tabule, podcelku Mrlinská tabule, okrsku Rožďalovická tabule a podokrsku Křinecká tabule.

## Přírodní památka
Na jižní stráni Chotuce najdeme teplomilná luční společenstva s výskytem řady vzácných rostlin, např. vstavače nachového (Orchis purpurea), kamejky modronachové (Lithospermum purpurocaeruleum) či klokoče zpeřeného (Staphylea pinnata). Severní svah je porostlý lesem. Přírodní památka Chotuc zaujímá plochu 28,57 ha a byla vyhlášena nařízením Okresního úřadu Nymburk 22. 10. 1999. Na seznamu zvláště chráněných území AOPK ČR je evidována pod číslem 2116.

## Historie a pověsti
Vrchol kopce býval halštatským nebo halštatsko laténským hradištěm osídleným v době mezi 6. a 5. stoletím před naším letopočtem a zaniklým po příchodu Keltů.
V keltském období i ve středověku byl Chotuc významným kultovním místem, kam lidé pořádali pouti. Pohanská tradice výstupů na Chotuc byla natolik silná, že katolická církev s ní nebojovala, ale dala poutím nový náboženský význam - v 13. století nechala totiž postavit na vrcholu kapli Nejsvětější Trojice. Dnešní kostelík pochází z 15. století, později byl zbarokizován, v 19. století opraven. Pak dlouhá desetiletí chátral, až v roce 1995 byl opraven do dnešní podoby. Okolo kostelíka se rozkládá starý hřbitov na kterém se již od roku 1953 nepohřbívá.
Pod vrchem Chotuc se u silnice vedoucí do obce Mečíř nalézá opuštěný židovský hřbitov.

## Galerie

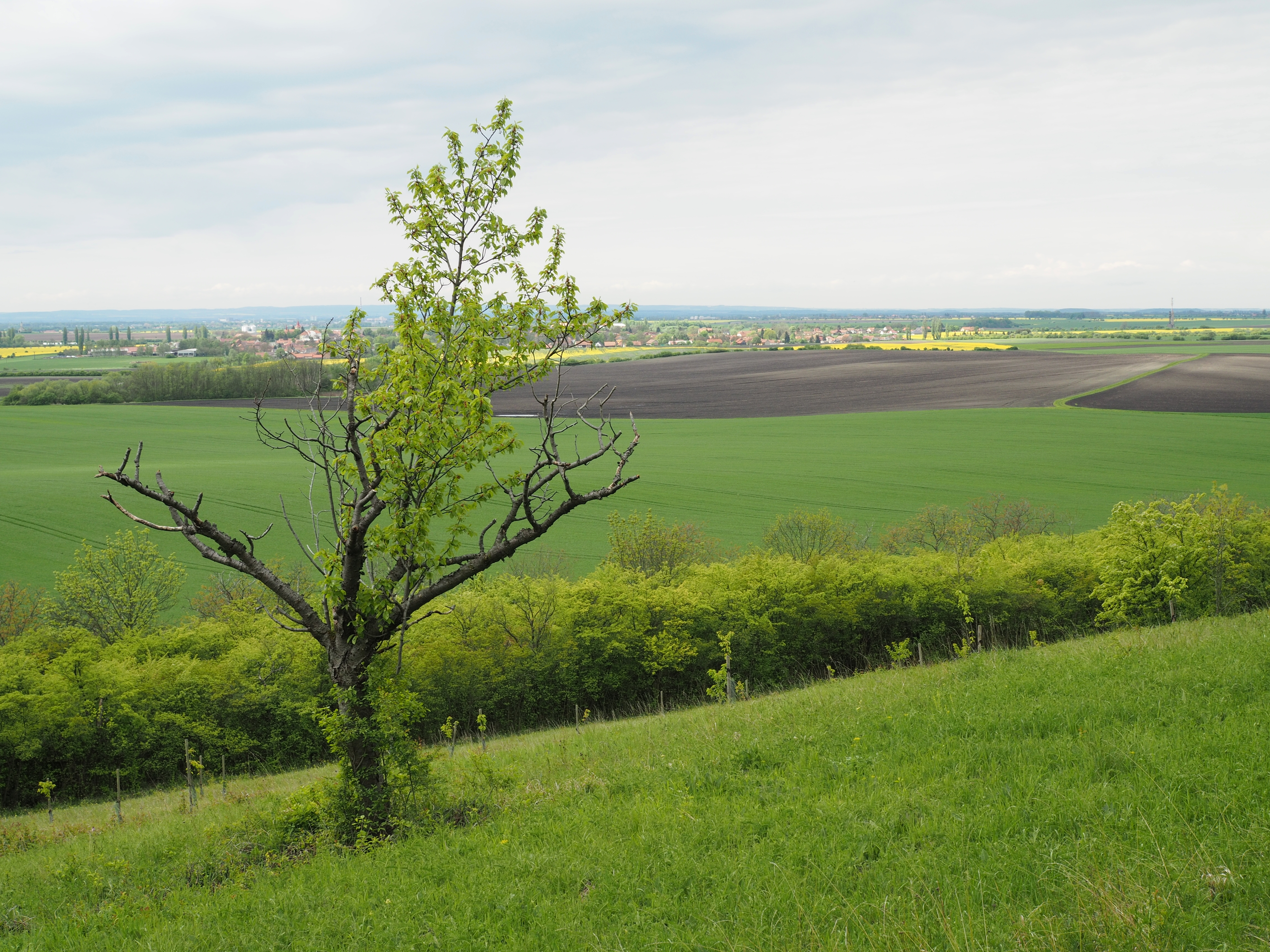
Jižní svah
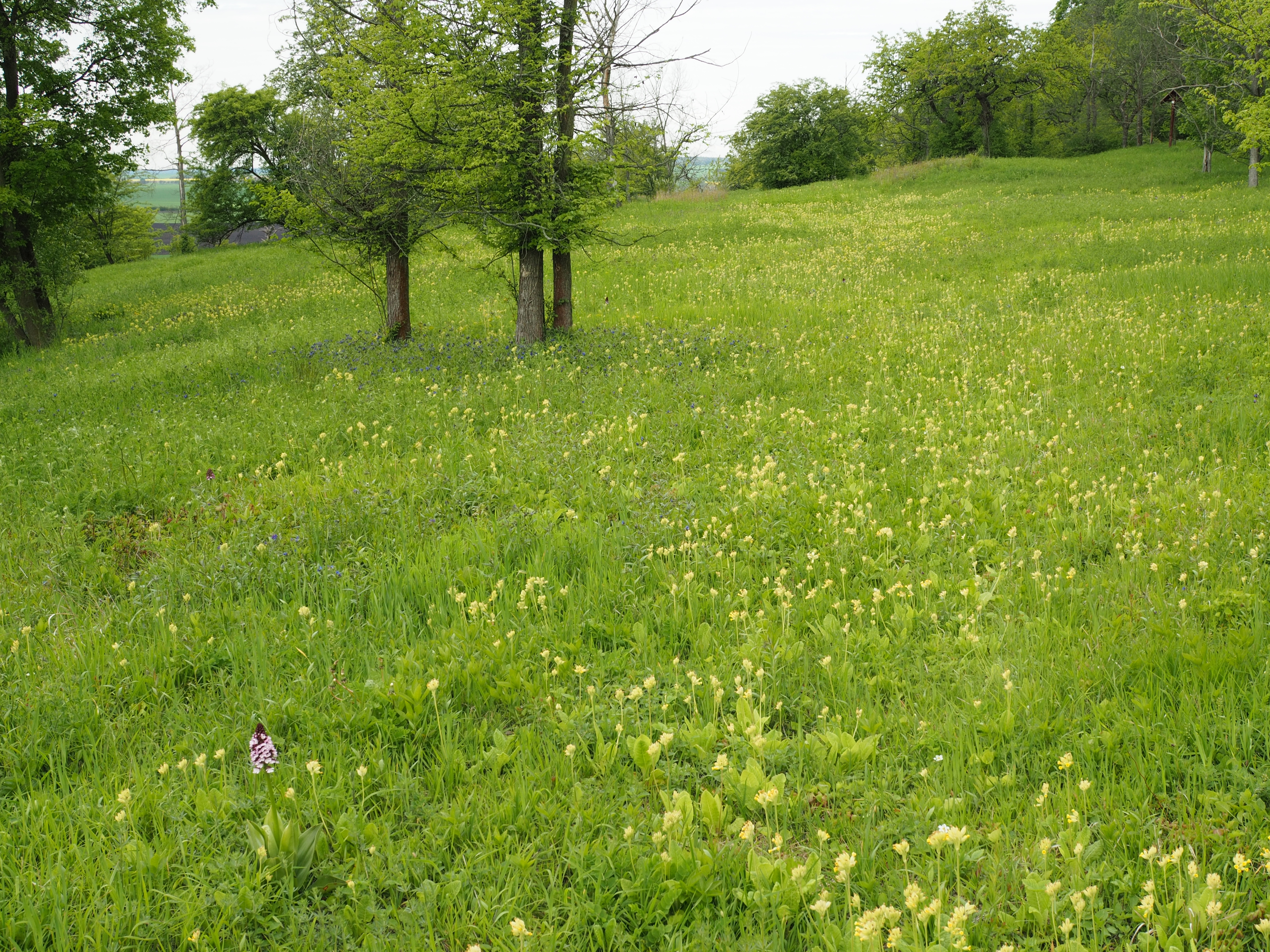
Pohled na louku
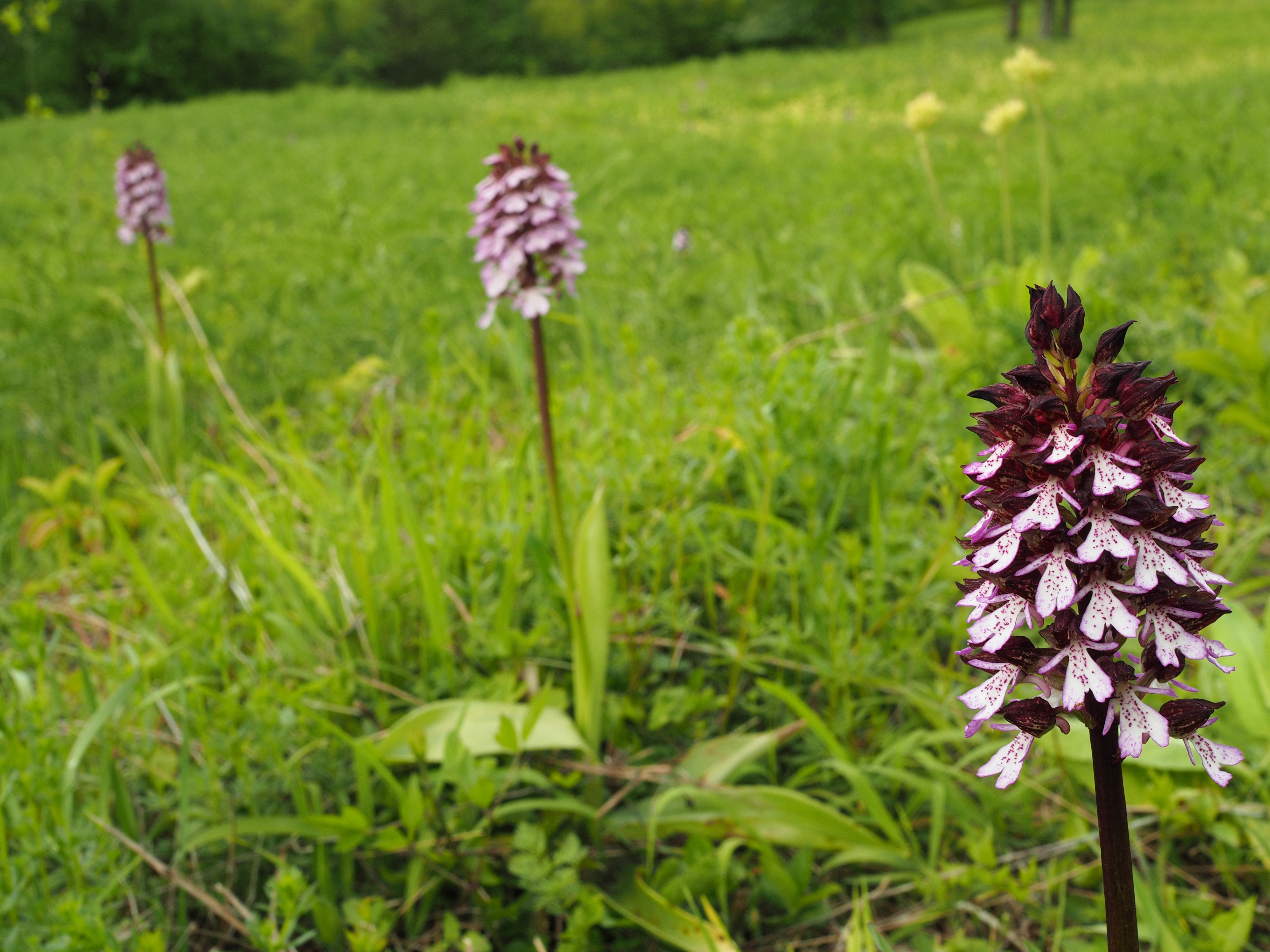
Vstavač nachový (Orchis purpurea)
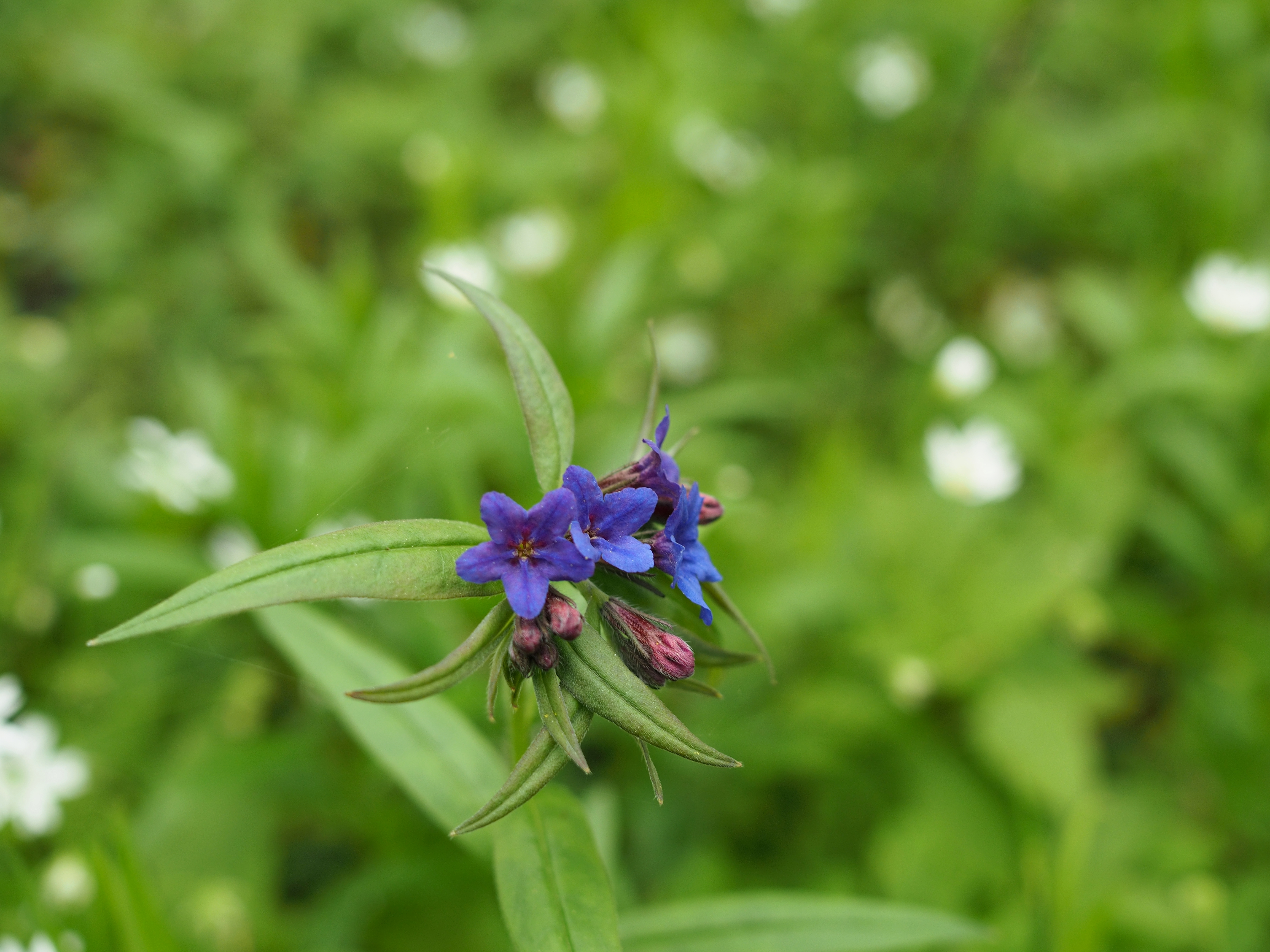
Kamejka modronachová (Lithospermum purpurocaeruleum)
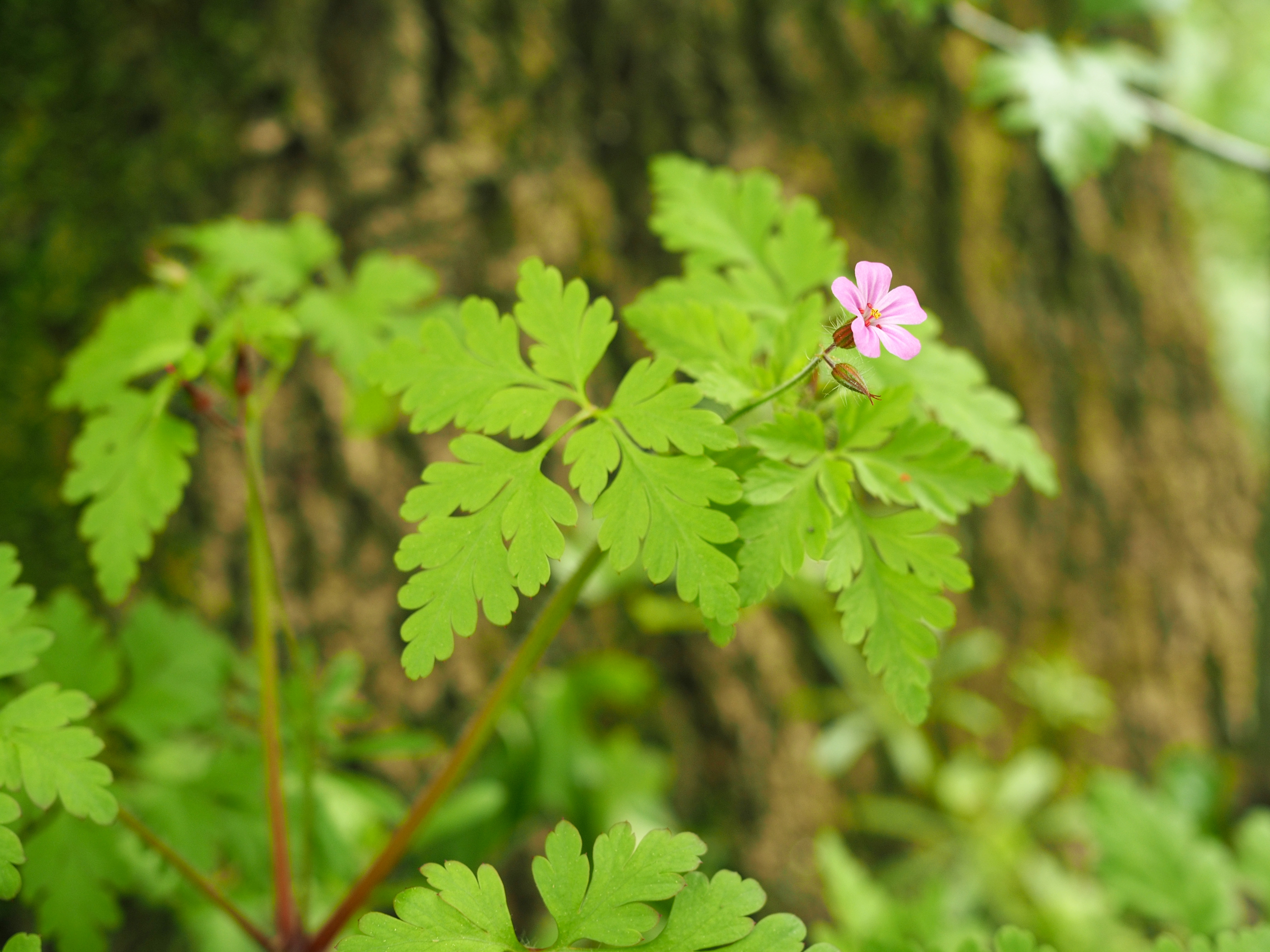
Kakost smrdutý (Geranium robertianum)
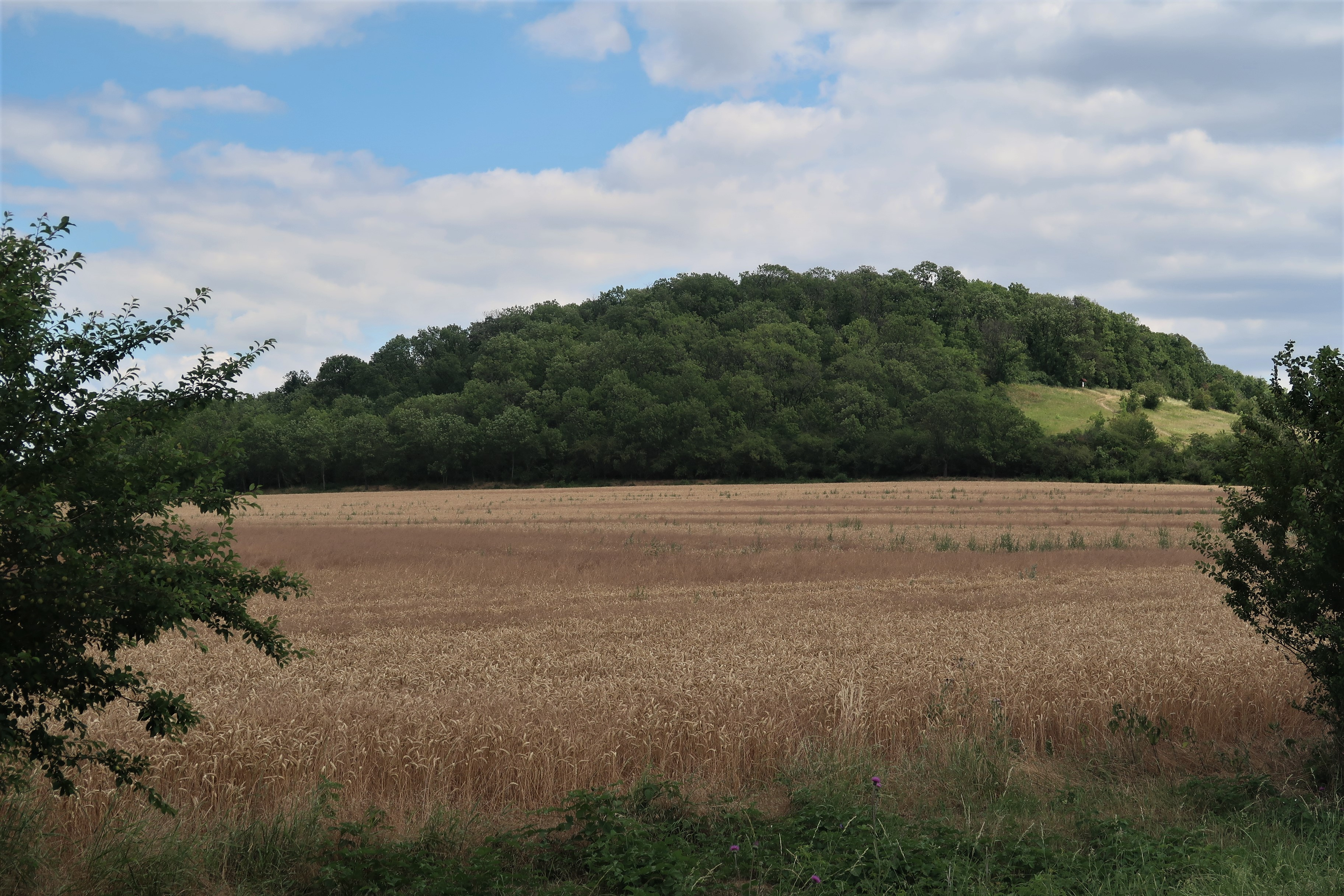
Pohled na Chotuc od obce Mečíř
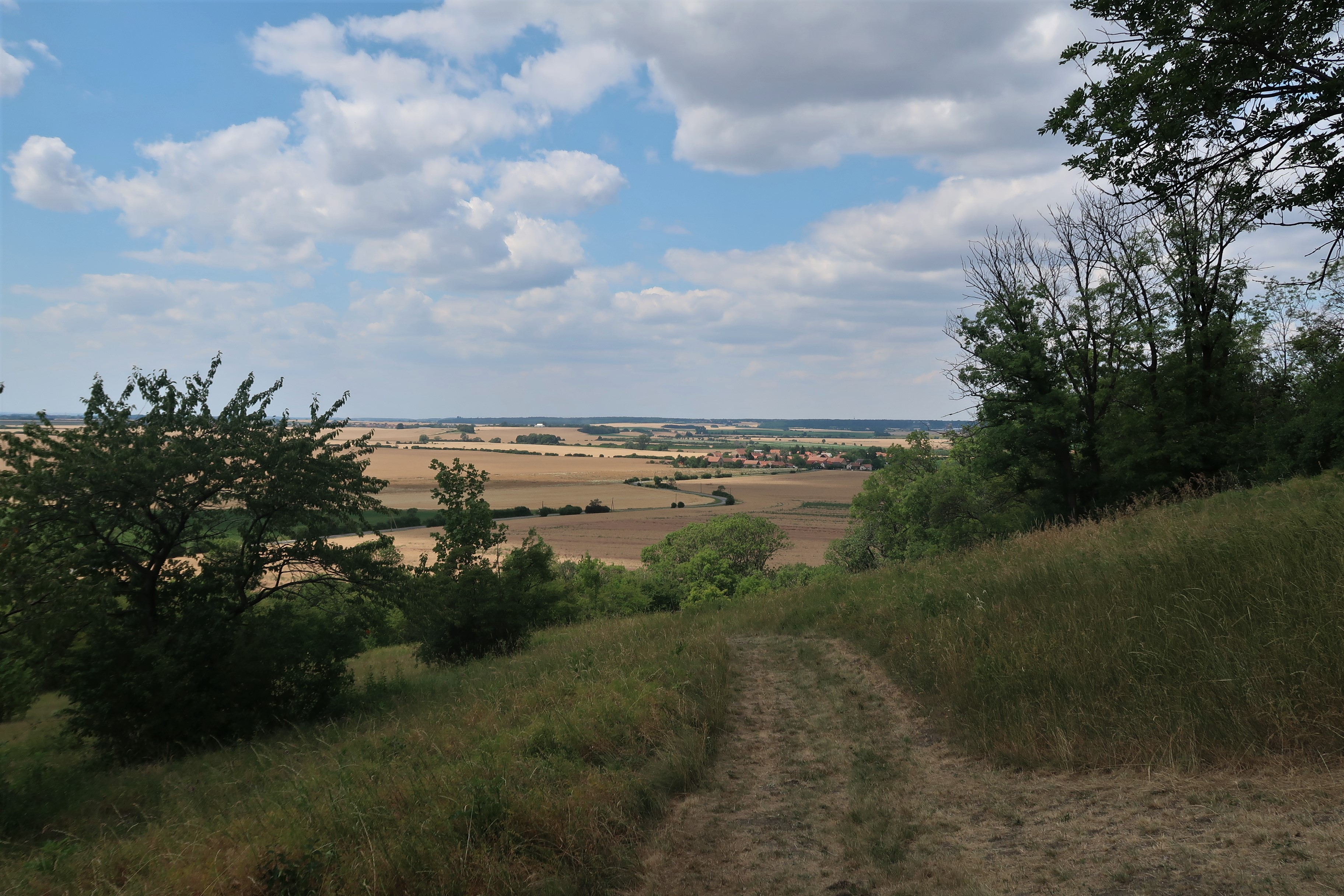
Cesta z Chotuce do Mečíře
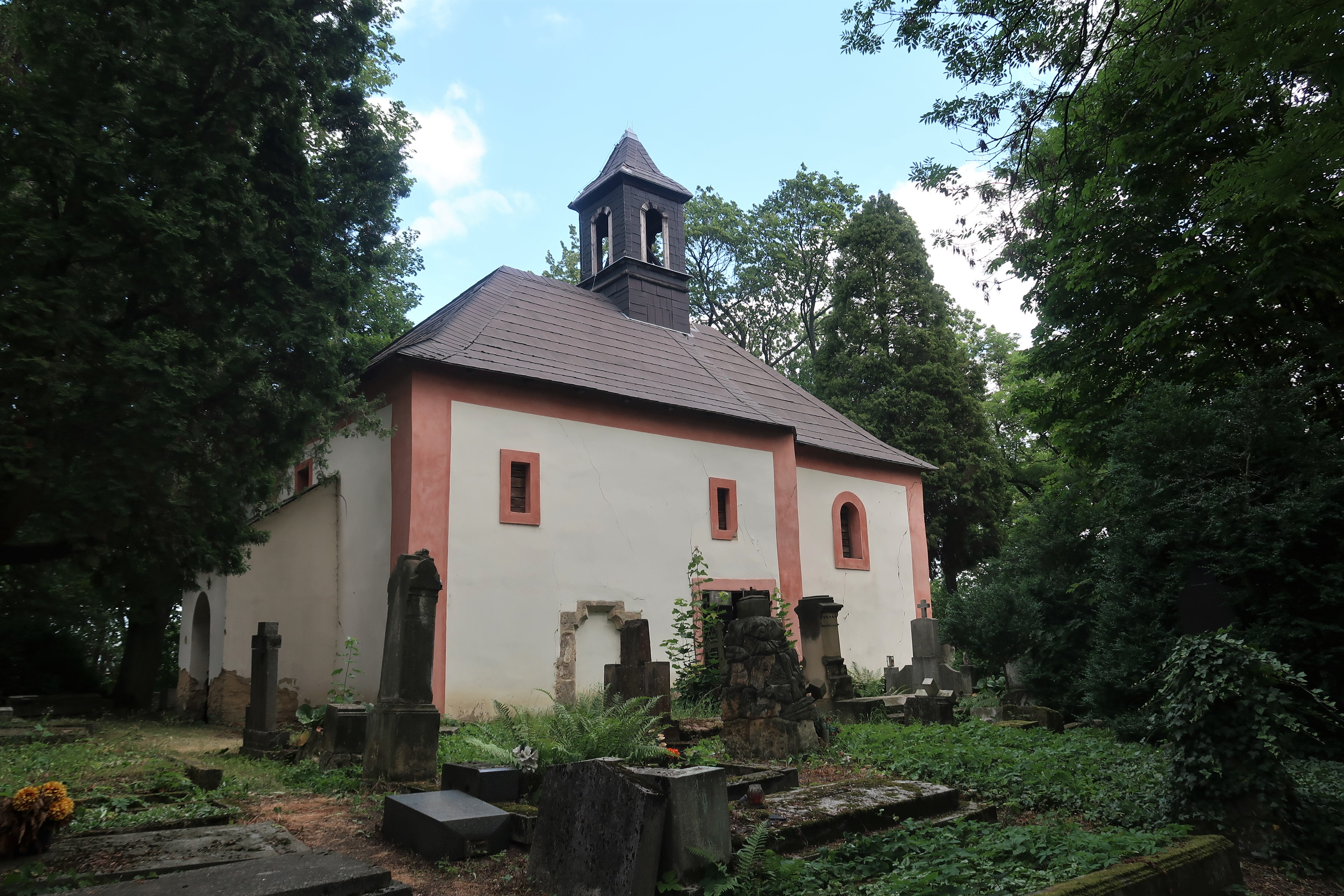
Hřbitovní kaple Nejsvětější Trojice na vrcholu Chotuce
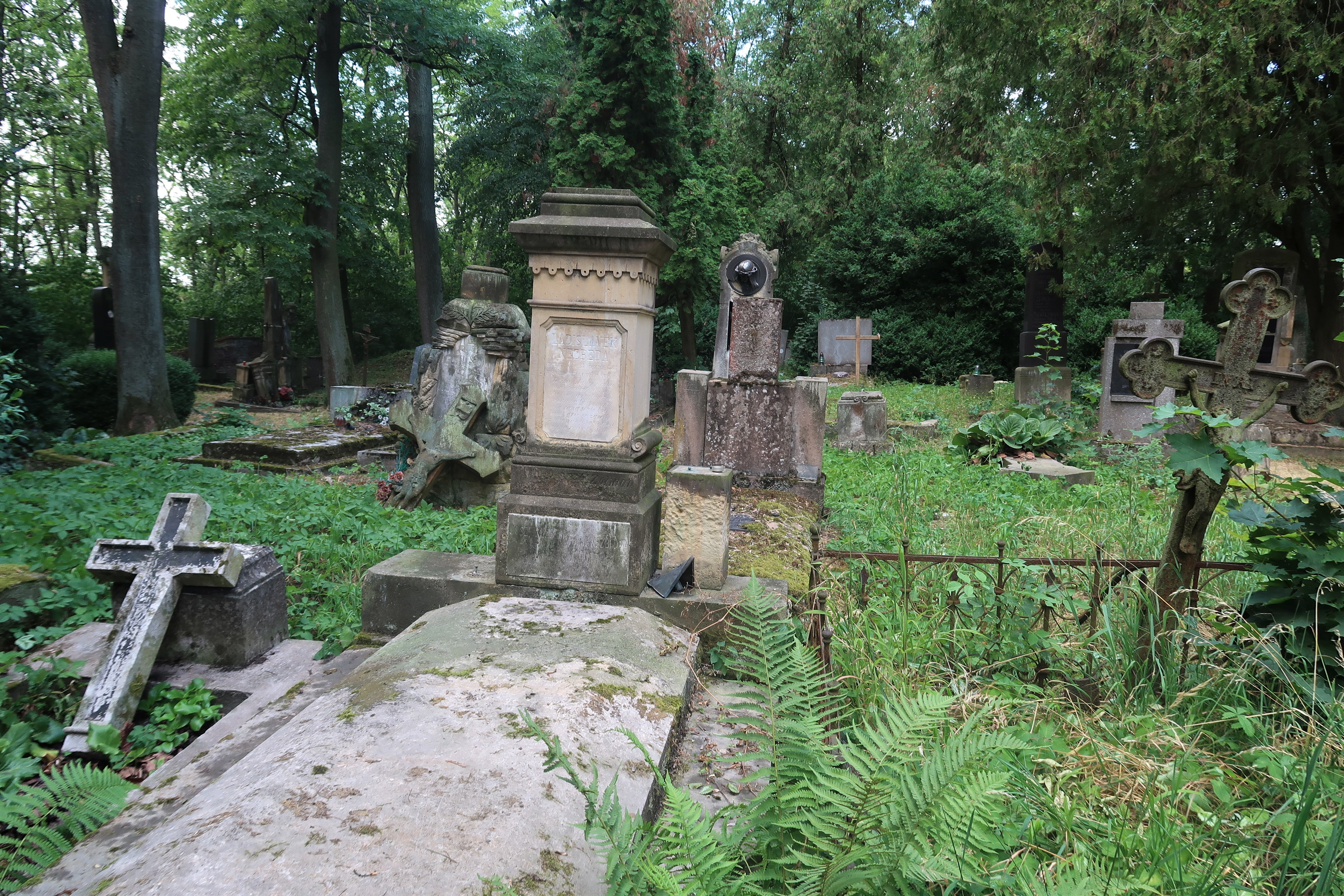
Starý hřbitov na vrcholu Chotuce